# Seneca Hagedorn
Seneca Christophersen (von) Hagedorn (1681 på Hindsgavl – 27. april 1750 på Hindemae) var en dansk søofficer og godsejer. 

## Karriere
Hans fader, Christopher Nielsen (død 1684) var præsident i Fredericia og gift med Anna Elisabeth von Hagedorn (død 1693, gift 2. gang 1685 med kaptajn Donner, død 1690); først 1690 antog han sin moders efternavn og våben. Hagedorn indtrådte i Marinen som sekondløjtnant 1700, avancerede derefter 1705 til premierløjtnant, 1709 til kaptajnløjtnant, 1710 til kaptajn, 1712 til kommandørkaptajn, 1715 til kommandør, 1727 til schoutbynacht og 1734 til viceadmiral; 1747 erholdt han titel af admiral, men var forinden (7. januar 1736) udtrådt af tjenesten.

### Udenlandsk erfaring
Som ung officer var han i udenlandsk tjeneste for at uddanne sig. Hagedorn var 1701-04 i hollandsk tjeneste, 1708-10 i engelsk tjeneste og deltog i operationerne i Middelhavet under Den Spanske Arvefølgekrig. Han fik gode anbefalinger fra den engelske admiral og fra dronningen af England. 

### I krigstid
Han kom hjem, inden Den Store Nordiske Krig brød ud. 1710 nævnes han som chef for orlogsskibet Tumleren i viceadmiral Peter Rabens eskadre, der, efter at have jaget fjenden ud af farvandene sønden for Øerne, konvojerede kornskibe til Norge; året efter (1711) førte han orlogsskibet Prins Vilhelm i Gyldenløves eskadre, hvorfra han senere detacheredes til Kattegat for at hjælpe den kække kommandørkaptajn Hans Knoff mod en overlegen svensk styrke; ud på eftersommeren stødte han atter til hovedflåden, med hvilken Gyldenløve forgæves søgte at hindre de svenskes troppetransporter til Pommern. 28. september samme år deltog han i en løbende fægtning, de to flåder havde med hinanden, mellem Rügen og Møn. 1715 var han på ny chef for Prins Vilhelm i Christian Carl Gabels eskadre, deltog med denne 24. april i slaget på Kolberg Red og udmærkede sig ved denne lejlighed så meget, at han forfremmedes til kommandør. Senere samme år var han med i Rabens flåde og deltog i dennes kamp under Rügen 8. august. Efter en del flere chefskommandoer indtil 1720 erholdt han dette år division.

### Konflikt med Danneskiold-Samsøe
1728 indtrådte Hagedorn i en kommission, som havde til formål at sætte en stopper for den iblandt søfolkene omsiggribende desertion. 1731 var han eskadrechef. I sin egenskab af flagmand indtrådte han 1727 i Admiralitetskollegiet. Det fremgår på flere måder, at her, under Frederik Danneskiold-Samsøes i øvrigt så fortjenstfulde styrelse, har hersket en del intrigeren og angiveri. Herunder kom Hagedorn, der ved en lejlighed (1735) havde udtalt sig nedsættende om den nye dok, til at lide, i det hans udtalelser blev forebragte kongen, som i Admiralitetskollegiet lod ham tildele en reprimande. 
1731 stod Hagedorn i spidsen for en besejlingsprøve med en eskadre bestående af fire orlogsskibe, konstrueret af henholdsvis Knud Benstrup, Lauritz Bragenes, Rasmus Krag og Ole Judichær. Benstrups skib viste sig de andre så overlegent, at Hagedorn rapporterede det ønske til kongen, at flåden hvert år burde udvides med den type skib. Da Benstrup senere blev anklaget for forsømmelighed og afskediget, var Hagedorn den eneste søofficer, som til det sidste hævdede Benstrups uskyld. 
Dette var sikkert grunden til, at Hagedorn 1736 fik sin afsked og trak sig tilbage til gården Hindemae på Fyn, hvilken han ejede tillige med Jerstrup og Krumstrup, og hvor han døde 27. april 1750. Efter Danneskiold-Samsøes fald var der 1746 blevet tillagt Hagedorn pension og året efter karakter af admiral. 
Han blev gift 1725 med Elisabeth Birgitte Rantzau (27. januar 1690 på Bratskov - 8. april 1760 i Slagelse, gift 1. gang med Otto Schack, 1671-1719), datter af Palle Rantzau til Bratskov (1654-1691) og Ingeborg Seefeld (1654-1695, gift 2. gang 1691 med justitsråd Diderik Christian Braes, 1668-1748, gift 2. gang 1700 med Ingeborg Cathrine Lugge, 1675-1701). Parret blev separeret.
Han er begravet i Skellerup Kirke. 
Der findes et portrætmaleri af Hagedorn på Det Nationalhistoriske Museum på Frederiksborg Slot og i Opdøl i Aalvundeid, Norge.